# ケシク

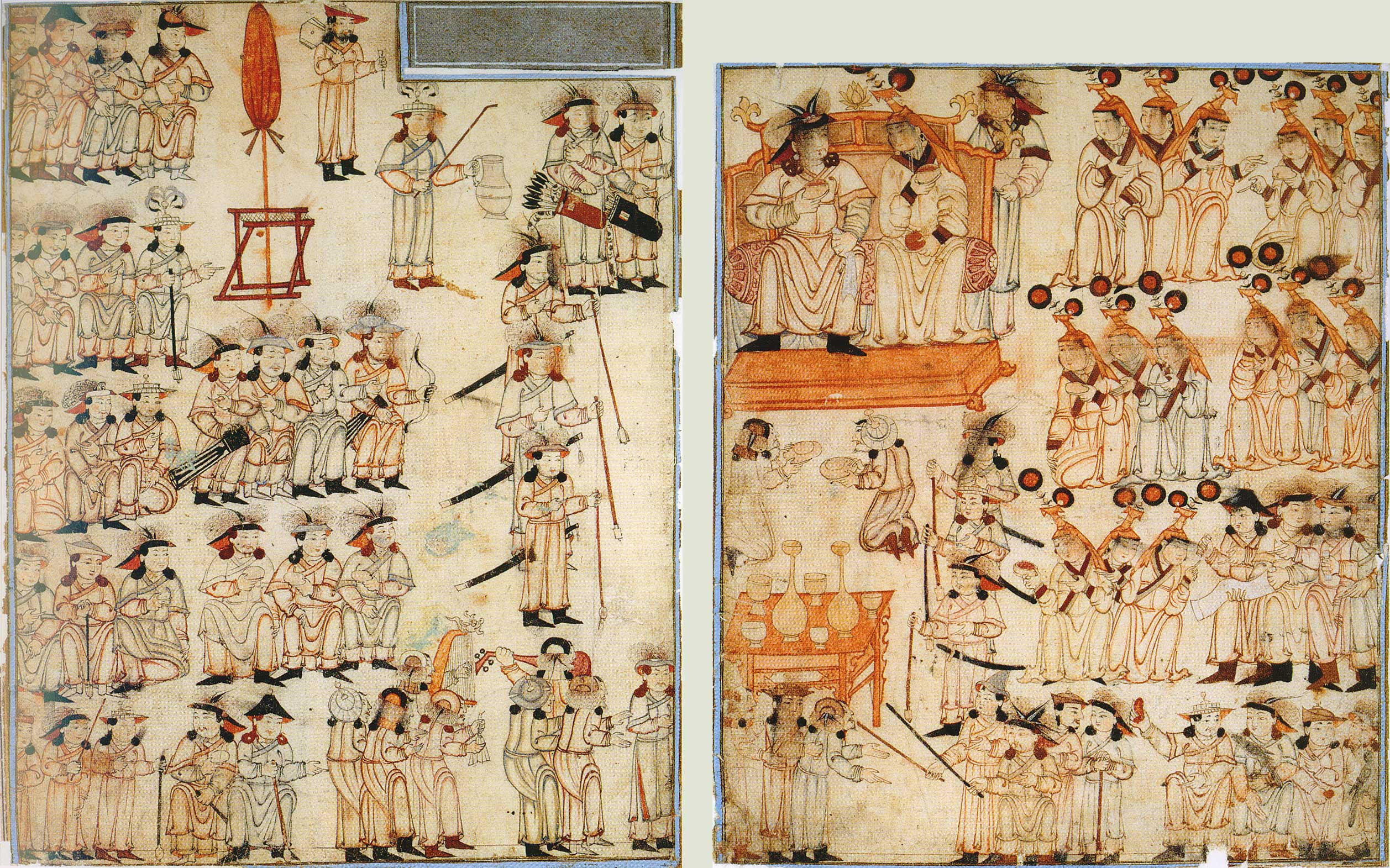
カアンの側近く仕えるケシク（『集史』）

ケシク（モンゴル語: Хишиг kešik、中国語: 怯薛）とはモンゴル帝国において君主(カアン)・皇族を昼夜護衛した親衛隊。kešikの意味については諸説あり、「カアンからの恩寵」を意味するという説が一般的であるが、近年では“kešik”は「輪番[制]」を意味する単語であるとする説が唱えられている。史料上では-tei(〜を有する者)を附して「ケシクテイ(Хишигтэн kešiktei 怯薛歹)」とも呼称される。
ケシクはカアンの親衛隊・軍の精鋭という軍事的側面の他、カアンの身の回りの世話を行う家政機関としての側面、将来の国政を担う幹部の養成機関としての側面も有しており、多様な目的を持つモンゴル帝国の重要機関であった。そのため、ケシク制度は千人隊制度（ミンガン）と並ぶモンゴル帝国の根幹となる制度と評されている。

## 語義
ケシクの語義については、「恩寵」の意とする説と、「輪番」の意とする説の大きく分けて2通りの説が存在する。ケシク制度について初めて体系的な研究を行った箭内亘が「恩寵」説を主張したため、一般的には「恩寵」説が受け容れられているが、近年では宇野伸浩によって「恩寵」説の見直しが迫られている。

### 「恩寵」説
先述したように、日本に於けるモンゴル史研究の草分け的存在である箭内亘によって唱えられ、以後通説として定着したもの。箭内は現代モンゴル語において「ケシク」が「恩恵・寵愛・親切」等を意味することに注目し、モンゴル帝国の親衛隊が「天子（カアン）より特別なる恩恵（ケシク）を与えられた」故にこの名称で知られるようになったとする。この解釈の場合、「ケシク」そのものが親衛隊組織の名称とされ、「ケシクテイ（＝恩寵を与えられたる者）」はケシクに所属する者の呼称となる。

### 「輪番」説
「ケシク」を「輪番」の意と解釈する説。現代モンゴル語において「ケシク」が「恩恵・寵愛」などのみならず「輪番・番直」の意も有することは既に箭内亘が指摘しているが、箭内はこの語義を寧ろモンゴル帝国時代の親衛隊制度から派生したものであると解釈し、以後箭内の見解が踏襲されてきた。
しかし近年、宇野伸浩は同時代のウイグル語文書において「ケシク」という語が「輪番」という意味で用いられていること、またマフムード・カーシュガリーのテュルク語辞典『テュルク語集成（ディーワーン・ルガート・アッ＝トゥルク）』でも「ケシク」が「輪番」という意味の単語として記されていることを紹介し、ケシクの「輪番」という意味がモンゴル帝国以後に成立したとする箭内の説は成り立たないことを指摘した。その上で、モンゴル帝国時代以前よりテュルク系諸族の間で「輪番（＝ケシク）制」が存在したと考えられること、それを導入することでモンゴル帝国におけるケシク制度が成立したと考えられる、と述べている。
この解釈の場合、「ケシク」という単語はそのまま「輪番/番直」、あるいは輪番の「班」を意味し、これ自体では「親衛隊組織」そのものを指さない。故に、宇野伸浩は「モンゴル帝国時代の親衛隊組織」を指す際には「当直を持つ人々/輪番を行う人々」を意味する「ケシクテン（kešigten）」という語を用いるべきである、と述べている。

## 沿革

### 起源
遊牧国家における親衛隊制度(ケシク)の歴史は古く、遅くとも鮮卑-北魏の時代にまで遡る。北魏の歴史を記した『魏書』には以下のような記述がある。
ここで記される「諸部族の大物、豪族・良家の子弟」から才覚ある者を選ぶという点、四人の長官を置くという点はモンゴル帝国時代のケシクと全く同じ機構である。
北魏では孝文帝の漢化政策によって鮮卑族固有のモンゴルｰテュルク系言語由来の名称は姿を消し、正史(『魏書』)にも記録が残されていないが、かえって敵国であった南朝の史書に鮮卑語由来の職名が記録されている。『南斉書』に鮮卑語で記される北魏の官職の中には、モンゴル帝国時代のケシクと共通するものを見出すことができる。
| 職名(南斉書) | モンゴル語転写 | 職掌(南斉書) | 職務内容       |
| ------------ | -------------- | ------------ | -------------- |
| 比徳真       | bitikčin       | 曹局文書吏   | 文書を掌る役人 |
| 乞万真       | kelemečin      | 通事人       | 通事を掌る     |
| 可薄真       | qabaγčin       | 守門人       | 門の守護を掌る |
| 咸真         | ǰamčin         | 諸州乗駅人   | 駅站を掌る     |
| 契害真       | kituačin       | 殺人者       | 戦闘を掌る     |

ここにはビチクチやケレメチといったモンゴル帝国時代のケシク官と同じ名称・職掌を有するものがあり、ケシクの原型が既に鮮卑-北魏に存在していたことが確認される。

### チンギス・カン即位以前のケシク
テムジン(後のチンギス・カン)が登場した頃のモンゴル高原では幾つか有力部族が覇権を競って互いに争う時代であったが、既に幾つかの部族の長が質子(トルカク)から成る親衛隊を有していたことが記録されている。一方、この頃のモンゴル部では有力氏族間の抗争が続いており、テムジンの父でキヤト氏族長のイェスゲイ・バートルが死ぬとキヤト氏の民は一時離散してしまった。
弱小勢力であった頃のテムジンに積極的に味方する者は少なかったものの、しかし自らの自由意思でテムジンの人柄を慕って帰順してくる者、質子(トルカク)として親に連れられて帰参する者たちもいた。アルラト部のボオルチュに代表されるこれらの人物は、反復常ならないキヤトの氏族長たちと異なりテムジン個人に強い忠誠心を発揮し、「ノコル(Nökör,僚友)」と呼称された。
後にテムジンはモンゴル部キヤト氏に推戴されてカンとなった(第一次即位)が、その頃のテムジンの勢力とは「十三翼(13Kürien)」と呼称されるいくつかの氏族集団の連合体であった。この内「第二翼」がチンギス・カンに直属する軍団で、ノコルやチンギス・カンの子弟から構成される「ケシク」そのものであった。1189年時点でのケシクは以下の通りである。

#### 1189年時点でのケシク(チンギス・カン最初のケシク)
| 職掌               | 転写        | 人名1(部族)                    | 人名2(部族)                        | 人名3(部族)                      | 人名4(部族)                        |
| ------------------ | ----------- | ------------------------------ | ---------------------------------- | -------------------------------- | ---------------------------------- |
| アカ(長)           | aqa         | ボオルチュ(アルラト)           | ジェルメ(ウリヤンハン)             |                                  |                                    |
| コルチ(箭筒士)     | qorči       | オゲレ・チェルビ(アルラト)     | カチウン(ジャライル)               | ジェデイ(マングト)               | ドゴルク・チェルビ(マングト)       |
| バウルチ(厨官)     | ba'urči     | オングル(バヤウト)             | スイケトゥ・チェルビ(コンゴタン)   | カダアン・ダルドルカン(タルクト) |                                    |
| コニチ(牧羊官)     | qoniči      | デゲイ(ベスト)                 |                                    |                                  |                                    |
| ユルドチ(木匠)     | moči/yürdči | クチュグル(ベスト)             |                                    |                                  |                                    |
| ウルドゥチ(帯刀者) | üldüči      | クビライ(バルラス)             | チルグテイ(スルドス)               | カラカイ・トクラウン(ジャライル) | ジョチ・カサル(チンギス・カンの弟) |
| アクタチ(厩官)     | aqtači      | ベルグテイ(チンギス・カンの弟) | カラルダイ・トクラウン(ジャライル) |                                  |                                    |
| アドゥーチ(牧馬官) | adu'uči     | タイチウダイ(スルドス)         | クトゥ・モリチ                     | ムルカルク(ジャジラト)           |                                    |
| イルチ(使者)       | elči        | アルカイ・カサル(ジャライル)   | タガイ(スルドス)                   | スゲゲイ(スゲゲン)               | チャウルカン(ウリヤンハン)         |

チンギス・カンは自らの勢力を拡大させる過程で絶対的な忠誠心を有さないキヤト氏の諸クリエンを信頼せず、あくまで自らに忠実なケシク(＝第二翼)を拡大させる方針を取った。チンギス・カンのモンゴル・ウルスが拡大するにつれて曽てのケシクたちは一軍を率いる軍団長となっていき、1203年テムジンは未だモンゴルに服属しない最後の有力部族であるナイマン部を討伐するに当たって、始めて千人隊制度とケシク制度の原型を制定した。この時チンギス・カンは千人・百人・十人隊長の子弟から特に優秀な者を550人選抜し、「宿衛（kebte'ül）」を80人、「侍衛（turqa'ud）」を70人、「箭筒士（qorči）」を400人設置し、これが後々まで続くケシクの原型となった。

### チンギス・カンのケシクテイ創設

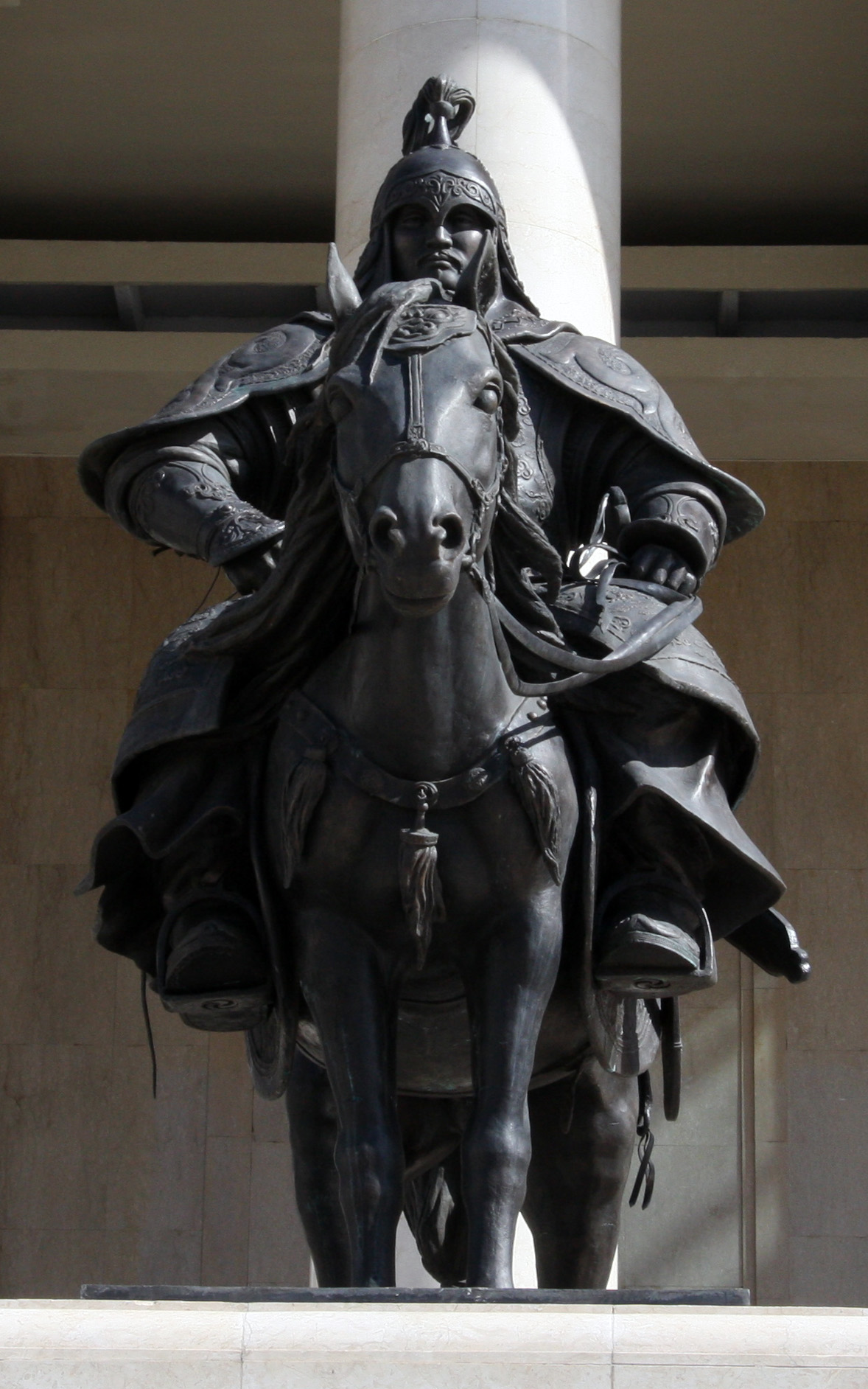
最初のケシク長となったボオルチュの記念像

ナイマン部を征服しモンゴル高原を統一したチンギス・カンは1206年モンゴル帝国を建国し、国家体制の整備に取りかかった。チンギス・カンは先に制定したケシクの規模を大幅に拡大し、1千のコルチ(箭筒士)、1千のトルカウト(侍衛)、8千のトルカウト(侍衛)からなる「1万のケシク」制度が定められた。チンギス・カンは同時に「ケシク隊員は千人隊長(ミンガン)のノヤンより上位にあり、両者が争えばミンガンの方を罰する」と語ってケシクの特権的な地位を明らかにし、ケシクを「Yeke qol(大中軍)」と呼称して自らの直属軍の中核に位置づけた。また、1206年以前からケシクを務めていた者達はこの新設ケシクの中でも特に重用され、「老宿営」「大侍衛」などと呼称された。1万を定員とするケシク制度はこれ以後大きな改変を蒙ることなく、大元ウルス末期まで存続する。
ただし、宿営/侍衛/箭筒士という分類は『元朝秘史』にのみ見られるもので、『元史』や『集史』には記載がない(ただ、類似する名称・概念は存在する)ため、この分類の正確性を疑問視する説もある。例えば、「1千の宿営」は隊長(イェケ・ネウリン＝ヌレ・ノヤン)が一致することなどから『集史』における「チンギス・カン直属の千人隊（hazāra-yi khāṣṣ-i Chīnkkīz Khān）」に相当する説があるが、『集史』には「チンギス・カンの千人隊」とケシクもしくはコルチ・トルカウトとの関係については全く記載がない。また、『元史』では『元朝秘史』で「宿営の職務」として記される内容が「ケシク全体の業務」として記されており、ケシクと宿営/侍衛/箭筒士との関係は不明な点が多い。

### 大元ウルスにおけるケシク
1271年に即位したクビライは国号を大元大モンゴル国(大元ウルス)と改め、中国由来の官僚制を導入した。しかし、後述するように大元ウルスの官署のトップはケシク長が兼ねるのが通例であり、高官のほとんどはケシク出身者で占められていた。元代の行政システムは中央官署(中書省等)が出先機関(行中書省)から受けた報告を纏めてカアンに奏上し、カアンの判断や承認を受けた上で実行に移す、という流れで行われていた。この過程中、カアンが報告を受けて判断を下すときケシクの高官が側近く仕えて輔弼するのが通例であり、元代の命令文書には「某年某月某日第〜ケシク第何日〜カアンの側近くにあるケシク＝高官の列挙」という定型文が記されている。一例として以下のような文書がある。
このように、大元ウルスの政事の本質は「カアンとケシクによる側近政治である」という点でモンゴル帝国と何ら変わりないものであった。
大元ウルス初期、クビライとテムルの治世において漢文文書行政に携わる官僚が多数必要になったため、漢人(旧金国の遺民を指す)・南人(旧南宋国の遺民を指す)でありながらケシクに入隊し、その後官僚になる者も一定数いた。元代における漢人・南人の仕官はケシク・吏・儒という3ルートがあり、全漢人・南人官僚の約10％をケシク出身者が務めていたという。ケシクから入官する際には七品以上の高官から始まることが定められており、これに反して吏・儒として仕官した漢人・南人は六-七品の官職までしか進むことができなかった。このため、元代を通じて様々な手段を取ってケシクに入隊しようとする漢人・南人が後を絶たず、時のカアンはしばしば漢人・南人のケシク入隊を禁ずる命令を発している。
また、ケシクから仕官する者達の間にも就ける官職に格差があり、モンゴル人が各役所のトップを占め、色目人がこれに次ぐ高官(財務官僚)となり、漢人・南人は地方行政長官職を得るに留まる。このような格差は各人の祖先がモンゴル帝国に帰順した順番・タイミングに由来するものであった。更にモンゴル人の中でもチンギス・カンの最高幹部「四駿」の家系は別格扱いとされ、宰相クラスの人材を多数輩出した。
明朝の成立によって大元ウルスが北走して以後(北元)、ケシクがどのように運用されたかは不明である。しかし、ダヤン・ハーン以後ハーンに直結する部族として知られたチャハルには「ケシクテン」と呼ばれる集団がいたことが記録されており、北元時代もある期間はケシク制度が存続していたと推測される。

## 家政機関としてのケシク

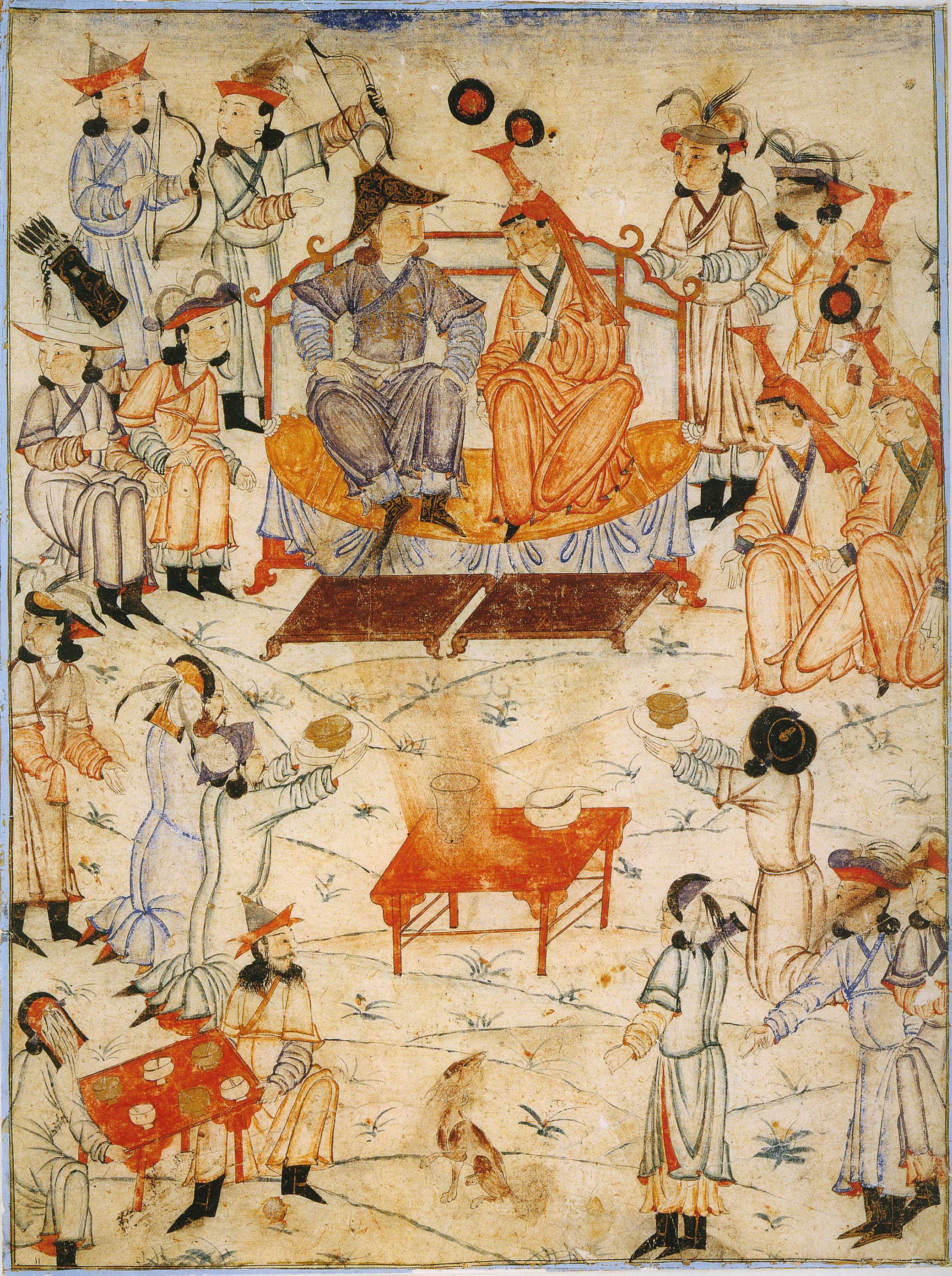
給仕をするバウルチ（『集史』）

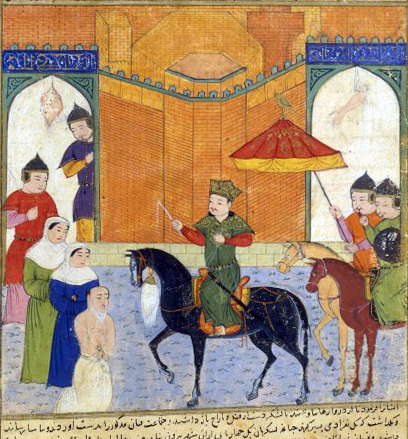
傘を差し出すスクルチ（『集史』）

主に「親衛隊」として知られるケシクであるが、カアンの身の回りの世話を行う家政機関としての側面も有していた。特に「衣」を掌るスクルチや「食」を掌るバウルチはカアンの生命に直結する仕事であるため、ケシクの役職の中でも重要視されていた。『集史』には1189年の時点で既にケシクの中に「バウルチ(ba'urči：カアンの飲食の世話をするケシク)」が存在していたことが記録されている。ケシク内の家政機関としての役職はケシクが拡大していくに従って細分化され、『元史』には元代のケシク官として以下の役職が記録されている。
| 職掌               | 職名(モンゴル語音) | 職名(漢字表記) | 役目(元史)         | 職務内容             |
| ------------------ | ------------------ | -------------- | ------------------ | -------------------- |
| コルチ(箭筒士)     | qorči              | 火児赤         | 主弓矢之事者       | 弓矢の事を掌る       |
| シバウチ(鷹匠)     | sibaγuči           | 昔宝赤         | 主鷹之事者         | 鷹狩りを掌る         |
| キルクチ(隼匠)     | kirküči            | 怯憐赤         | 主隼之事者         | 隼狩りを掌る         |
| ジャルグチ(断事官) | ǰarγuči            | 札里赤         | 書写聖旨           | 聖旨を掌る           |
| ビチクチ(書記官)   | bičiqči            | 必闍赤         | 天子主文史者       | 書類作成を掌る       |
| バウルチ(厨官)     | ba'urči            | 博爾赤         | 親烹飪以奉上飲食者 | 厨房を掌る           |
| ウルドゥチ(帯刀者) | üldüči             | 雲都赤         | 侍上帯刀者         | 太刀を携えて護衛する |
| クテチ(嚮導者)     | küteči             | 闊端赤         | 侍上帯弓矢者       | 弓矢を携えて護衛する |
| バルガチ(倉庫番)   | balγači            | 八剌哈赤       | 司閽者             | 倉庫[の門]を掌る     |
| ダラチ(酒官)       | darači             | 答剌赤         | 掌酒者             | 酒を掌る             |
| ウラガチ(馬車馬官) | ulaγači            | 兀剌赤         | 典車馬者           | 馬車馬を掌る         |
| モリンチ(牧馬官)   | morinči            | 莫倫赤         | 典馬者             | 馬を掌る             |
| スクルチ(傘持ち)   | sükürči            | 速古児赤       | 掌内府尚供衣服者   | 衣服を掌る           |
| テメチ(牧駝官)     | temeči             | 帖麦赤         | 牧駱駝者           | 駱駝を掌る           |
| コニチ(牧羊官)     | qoniči             | 火你赤         | 牧羊者             | 羊を掌る             |
| クラガチ(取締官)   | qulaγači           | 忽剌罕赤       | 捕盗者             | 盗賊取締を掌る       |
| コルチ(奏楽官)     | qorči              | 虎児赤         | 奏楽者             | 音楽を掌る           |
| バアトル(勇士)     | ba'atur            | 覇都魯         | 忠勇之士           | 戦士                 |

家政機関としてのケシクの役職は、元代に入り官僚制が整備されると官府に所属して職掌を遂行するようになった。名前こそ中国由来の官府になったものの、実態としては該当のケシク官が官職を兼ねて活動するため、実質的にケシク官が名称を変えただけの存在である。
例えばカアンの食事に携わるバウルチはまずクビライ即位直後に設置された「尚食尚薬局」に所属し、至元14年にはこれが「尚膳院」に昇格し、至元18年には「宣徽院」と称するに至った。更に宣徽院には太医院・拱衛司・教坊司・尚食・尚果・尚醞という下位部局が設けられていたことが記されており、元代においてケシク内の役職が相当細分化されていたことを示唆する。
マルコ・ポーロの記す『東方見聞録』には宴会の際に「しかるべき席を指定する役目の高官」や「給仕する数名の高官」がいたことが記されるが、これらはそれぞれ宣徽院＝バウルチに属する高官であり、前者が「拱衛司」、後者が「尚食・尚果・尚醞三局」に相当する。また、「教坊司」は宴会の際に行われる大道芸の芸人たちを管理する者達の役職名であったと推測されている。

## 幹部養成機関としてのケシク
また、ケシクは将来のモンゴル帝国国政を担う人材を育成する幹部養成機関・官僚予備軍としての側面も有していた。最初期にケシクを務めていたボオルチュ・ジェルメといったノコルたちは帝国が拡大するにつれて1軍(千人隊/万人隊)を率いる指揮官になり、チンギス・カンはモンゴル帝国建国(1206年)と前後して彼等が抜けた穴を埋めるように千人隊長の子弟で優れた者を選抜してケシクに入隊させた。彼等はケシクでの活動を通じて経験を積んだ後新たに千人隊長になることが想定されており、モンゴル帝国の貴族層にとってケシクの経験は国家の幹部になるための重要なステップとして認識されていた。
クビライが即位して大元ウルスが成立すると、ケシクは元の官僚制度を担う官僚予備軍としての側面を強めた。ケシク出身者が官職に就く場合には掌領官による推挙と、カアンが直接抜擢する場合の2種類があったが、何れも最終的にはカアンの直接的な裁量によって決められており、「ケシクはカアンに直属する」という原則が守られていた。
また、元代のケシクで特筆されるのはケシク出身者が官職を得た後もケシクの業務を続けていたことで、後述するようにケシクの長官は官署の長官職を兼ねるのが常であり、ケシク内で高い地位にある者ほど高い官職を兼ねるのが一般的であった。

## トルカク(質子)制度

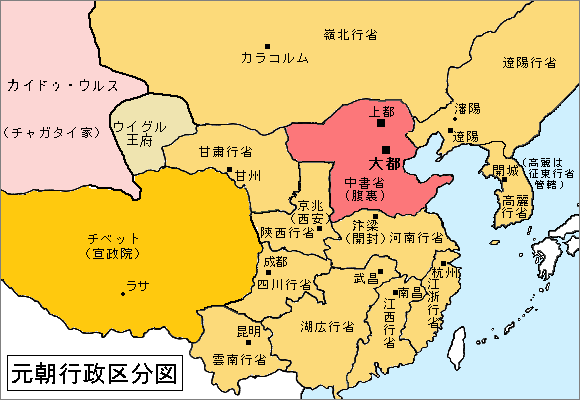
大元ウルスの中の高麗(征東行省)の位置

前述したようにモンゴル高原には古くから族長が他の遊牧勢力に投降する際に託身の代償としてトルカク(turγaγ)を差し出し、このトルカクが遊牧君長を警護する親衛隊になるという制度が存在していた。このトルカク制度には(1)質子を取ることで投降した勢力を牽制する、(2)質子を親衛隊の一員として君主との主従関係に取り込んで将来の幹部層の一人として薫陶する、という二つの目的があったと考えられている。
チンギス・カンの制定した「ケシク」は原則として千人隊長(ミンガン)の子弟から選抜するよう定められていたが、モンゴル帝国の征服地が拡大するにつれてモンゴル帝国に降伏した旧王国の王族がトルカクとしてケシクに入隊する事例が増えるようになった。
モンゴル帝国にトルカク(質子)を出していた属国の中で、最も著名な例が朝鮮半島の高麗王国である。高麗ではオゴデイ・カアンの治世に傍系王族の永衛公王綧を王子と偽ってトルカクに差し出して以来、その滅亡まで定期的に王族をトルカクとしてモンゴルの宮廷に差し出していた。特にクビライの即位と前後してトルカクとなった忠烈王はモンゴル人公主クトゥルク・ケルミシュを娶り、これ以後高麗王家はモンゴル宮廷とより一層親密な関係を有するようになった。
このような高麗へのトルカクの要求はしばしば高麗への抑圧的政策として否定的に評価されてきたが、現在では高麗王家とモンゴルのカアンとの結びつきを強め、駙馬(女婿)としての高麗王家の地位を高める側面があったことが評価されている。
また、明代では永楽帝が捕虜となったコムル国(チャガタイ系チュベイ王家の国家)の王子トクトを自らの側近くで仕えさせ、トクトが成長するとコムル国に送り込んで王に即位させた、という記録が残されている。これは正に大元ウルスと高麗の関係を再現させたもので、永楽帝はトクトを質子として扱うのみならず、親衛隊(ケシク)としての活動を通じて自らとの間に君臣関係を育み、改めてコムル国王にさせることで間接的にコムル国を勢力圏に入れようとしたのだと考えられている。

## 4ケシク輪番制度

十二支による日の区分

モンゴル帝国及び大元ウルスにおいて、ケシクは4班に分かれて各班が3日ごとに交代するよう定められていた。『元史』には以下のように記されている：
このように、チンギス・カンの功臣として著名である「四駿」とその子孫が「ケシク4班」の長官を務めるという制度は概ね大元ウルス末期まで代々続いた。ただ、この『元史』の記述はボロクル家とチラウン家の記述を逆にしており、実際にはボロクル家が元代中期まで「第四ケシク」を担当しており、元代末期に至って断絶して他家が担当するようになった。一方チラウン家はすぐに断絶しており、このため元代を通じて「第一ケシク」は「イェケ・ケシク」の名前でカアンに直属することとなった。当初の原則ではボロクル家＝第一ケシク、チラウン家＝第四ケシクであったのがチラウン家の断絶によってボロクル家が第四ケシクを担当するようになり、大元ウルス末期になってボロクル家もまた断絶したことから両家を混同するようになってしまったのだろう。
4ケシクの長官はモンゴル帝国の宮廷において絶大な影響力を有し、高官中の高官が務めるのが常であった。特に大元ウルスにおいては、ケシク長は中央の三代官署たる中書省・枢密院・御史台のトップ(中書右丞相・知枢密院事・御史大夫)を兼ねるのが通例であった。一方、ケシクは時のカアンとの関係が密接であるため政変の影響を受けやすく、仁宗政権によって左遷させられたワイドゥ、南坡の変にてカアンとともに暗殺されてしまったバイジュなどがいた。このような政変の中でフーシン部ボロクル家は大元ウルス末期に断絶してしまい、右丞相トクトらがこれに代わる事態となった。
前述したように大元ウルスの命令文にはケシク長の名も記されるため、どのような人物がケシク長を務めていたかある程度は復元可能である。ただ、第一ケシクのみはカアンに直属していたためにケシク長は「イェケ(也可)」としか記されず、月海・尚家奴・孛羅といった人物が第一ケシクではないかと推測されるのみである。

### 第二ケシク長(アルラト部広平王ボオルチュ家)
| 人名       | 家系             | 任期                               | 兼職       |
| ---------- | ---------------- | ---------------------------------- | ---------- |
| シレムン   | ？               | ？〜至元21年(1284年)               | ？         |
| クトゥダル | ？               | 至元21年(1284年)〜大徳11年(1307年) | 中書右丞相 |
| ジルカラン | ？               | 大徳11年(1307年)〜至大3年(1310年)  | 御史大夫   |
| ムラク     | ボオルチュの曾孫 | 至大3年(1310年)〜延祐7年(1320年)   | 知枢密院事 |
| シクトゥル | ？               | 延祐7年(1320年)〜至治3年(1323年)   | 大司農     |
| サルバン   | ？               | 至治3年(1323年)〜泰定4年(1327年)   | ？         |
| アチャチ   | ？               | 至順1年(1330年)〜至元1年(1335年)   | 御史大夫   |
| アルクトゥ | ムラクの子供     | 至元2年(1336年)〜至正10年(1350年)  | 知枢密院事 |

### 第三ケシク長(ジャライル部国王ムカリ家)
| 人名         | 家系               | 任期                              | 兼職       |
| ------------ | ------------------ | --------------------------------- | ---------- |
| アントン     | ムカリの曾孫       | 中統1年(1260年)〜至元30年(1293年) | 中書右丞相 |
| テグデル     | ？                 | 至元12年(1275年)〜21年(1284年)    | ？         |
| ウドゥルタイ | アントンの息子     | 至元30年(1293年)〜大徳6年(1302年) | 大司徒     |
| イシュタン   | ？                 | 大徳6年(1302年)〜至大2年(1309年)  | ？         |
| バイジュ     | ウドゥルタイの息子 | 至大2年(1309年)〜至治3年(1323年)  | 中書右丞相 |
| クサベイ     | ？                 | 至治3年(1323年)〜至順1年(1330年)  | 知枢密院事 |
| ドレ・テムル | バイジュの息子     | 至順1年(1330年)〜至正12年(1352年) |            |
| エルグル     | ？                 | 至正12年(1352年)〜？              | ？         |

### 第四ケシク長(フーシン部淇陽王ボロクル家)
| 人名                 | 家系             | 任期                              | 兼職       |
| -------------------- | ---------------- | --------------------------------- | ---------- |
| オチチェル           | ボロクルの曾孫   | 至元17年(1280年)〜至大4年(1311年) | 中書右丞相 |
| バハイ               | ？               | オチチェルの代理(至大4)           | ？         |
| ワイドゥ(トルチヤン) | オチチェルの息子 | 皇慶1年(1312年)                   | 知枢密院事 |
| エセン・テムル       | オチチェルの息子 | 皇慶1年(1312年)〜至治3年(1323年)  | 中書右丞相 |
| オルジェイ・テムル   | オチチェルの孫   | 至順1年(1330年)〜至元1年(1335年)  | 御史大夫   |

### 第四ケシク長(ボロクル家断絶後)
| 人名         | 家系         | 任期                              | 兼職       |
| ------------ | ------------ | --------------------------------- | ---------- |
| ベルケ・ブカ | エルジギン氏 | 至元2年(1336年)〜至正8年(1348年)  | 中書右丞相 |
| トクト       | メルキト部   | 至正8年(1348年)〜至元13年(1353年) | 中書右丞相 |

## ヘシグテン部
1368年、南京で建国された明朝の攻撃を受けて大元ウルスは大都を失陥し、長城以南の領地を手放しモンゴル高原に回帰することとなった。北元時代においてもケシク制度は存続していたと見られるが、記録が少なく詳細は不明である。
15世紀末、バト・モンケがダヤン・ハーンとして即位すると内乱を続けていたモンゴルの諸部を再統一し、大ハーンはチャハル部を率いることとなった。チャハル部には「克失旦(ケシクテン)」と呼称される下位集団があったことが早くから明朝の史料に記録されており、これが元代のケシクにつながるものと見られる。
しかし北元時代のケシクテンはやがて親衛隊ではなく独立した遊牧集団となっていった。チャハル部はまた「八オトク・チャハル」とも称されており、八つの遊牧集団から構成されていたが、その内の一つがヘシグテン(ケシクテン)・オトクであった。ヘシグテン・オトクはダヤン・ハーンによって息子のオチル・ボラトに分封されたという。
17世紀、清朝が興隆するとチャハル部のリンダン・ハーンはこれに対抗したが失敗し、最終的にチャハル部は清朝に投降した。清朝はヘシグテン部をジョーオダ盟ヘシグテン旗に編制し、これが現在の中華人民共和国内モンゴル自治区ヘシグテン旗の前身となった。

## 参考資料
- 宇野伸浩「モンゴル帝国の宮廷のケシクテンとチンギス・カンの中央の千戸」『桜文論叢』、2018年
- 片山共夫「元朝四怯薛の輪番制度」『九州大学東洋史論集』、1977年
- 片山共夫「怯薛と元朝官僚制」『史学雑誌』89号、1980年
- 片山共夫「元朝怯薛出身者の家柄について」『九州大学東洋史論集』、1980年
- 杉山正明『モンゴル帝国と大元ウルス』京都大学学術出版会、2004年
- 箭内亙「元朝怯薛考」『蒙古史研究』、1930年
- 高橋文治ほか『「元典章」が語ること　元代法令集の諸相』大阪大学出版会、2017年
- 本田實信『モンゴル時代史研究』東京大学出版会、1991年
- 松井太「宮紀子『モンゴル時代の「知」の東西』を読む（二）」『内陸アジア言語の研究』第35巻、2020年
- 宮紀子「モンゴルが遺した『翻訳』 言語─ 旧本 『老乞大』 の発見によせて─(上)」
- 宮紀子「Mongol baqšiとbičikčiたち」『ユーラシアの東西を眺める』総合地球環境学研究所、2012年
- 村上正二訳注『モンゴル秘史 2巻』平凡社、1972年
- 森川哲雄「チャハル・八オトクとその分封について」『東洋学報』58巻、1976年
- 森平雅彦「元朝ケシク制度と高麗王家 : 高麗・元関係における禿魯花の意義に関連して」『史学雑誌』110号、2001年